# Кастелли, Жозе
Жозе Кастелли (порт.-браз. José Castelli; 10 августа 1903 или 19 августа 1903 или 10 августа 1904 или 19 августа 1904, Сантус — 8 мая 1984, Сан-Паулу), в Бразилии играл под именем Рато или Ратто (порт.-браз. Rato или порт.-браз. Ratto), в Италии имел паспорт на имя Джузеппе Кастелли (итал. Giuseppe Castelli) — бразильский футболист, нападающий.

## Карьера
Жозе Кастелли начал свою карьеру в 1919 году в клубе «Коринтианс». В октябре 1921 года футболист дебютировал в основном составе команды в матче с «Маккензи Коллеж», где Коринтианс победил 5:1. Он выступал за клуб до 1931 года. За этот период он выиграл шесть чемпионатов штата Сан-Паулу, включая три подряд с 1928 по 1930 год. В тот же период футболист сыграл свой единственный матч за сборную Бразилии, в котором его команда обыграла клуб «Ференцварош» со счётом 6:1, а сам Рато вышел на поле, заменив Прегиньо. В 1931 году Рато перешёл в итальянский «Лацио», где дебютировал 20 сентября в матче с «Торино» (1:3). Всего за клуб он провёл за три сезона 48 матчей и забил 6 голов, включая победный гол в Римском дерби 23 октября 1932 года. Затем Кастелли вернулся в Бразилию, где играл за «Коринтианс» с 1933 по 1937, в котором даже провёл несколько матчей в качестве играющего тренера. Всего за клуб Рато провёл 208 матчей и забил 69 голов. Завершил карьеру форвард в клубе «Португеза Сантиста».
Завершив карьеру игрока, Кастелли стал работать тренером молодёжных команд «Коринтианса», в частности он воспитал Ривеллино, Кабесана, Роберто Беланжеро, Луизиньо и других. Дважды, в 1942 и 1951 году он возглавлял основной состав клуба. Во второй раз он выиграл с командой два чемпионата штата. В общей сложности он возглавлял команду на протяжении 167 игр.

## Международная статистика
| Матчи Рато за сборную Бразилии | Матчи Рато за сборную Бразилии | Матчи Рато за сборную Бразилии | Матчи Рато за сборную Бразилии | Матчи Рато за сборную Бразилии | Матчи Рато за сборную Бразилии | Матчи Рато за сборную Бразилии |
| ------------------------------ | ------------------------------ | ------------------------------ | ------------------------------ | ------------------------------ | ------------------------------ | ------------------------------ |
| 1                              | 2 июля 1931                    | Сан-Паулу                      | Ференцварош                    | 6:1                            | —                              | Товарищеский матч              |

## Достижения
Как игрок
- Чемпион штата Сан-Паулу: 1922, 1923, 1924, 1928, 1929, 1930, 1937

Как тренер
- Чемпион штата Сан-Паулу: 1951, 1952
- Победитель Малого Кубка мира: 1953